# The Spitfire of Seville
The Spitfire of Seville is een Amerikaanse stomme film uit 1919 van George Siegmann met in de hoofdrollen Hedda Nova, Thurston Hall en Claire Anderson. De film is wellicht zoekgeraakt.

## Verhaal
Op zijn sterfbed vraagt Don Salvador, de leider van een groep afvalligen in de bergen bij Sevilla, aan zijn dochter Carmelita om met de beste man van de bende te trouwen. Na een duel tussen Pedro en Leonardo stemt Carmelita ermee in om met de winnaar, Pedro, te trouwen en zo Leonardo te redden.
Nadat Carmelita de nacht doorbrengt in de hut van Kent Staunton, een Amerikaanse kunstenaar die in de bergen schildert, om te schuilen voor een storm, trekt Pedro de verkeerde conclusies en na een gevecht met Kent wordt hij gearresteerd.
Hoewel Carmelita zich aangetrokken voelt tot Kent, zweert ze wraak wanneer Pedro haar vertelt dat Kent een spion is die haar vader heeft vermoord. In Sevilla poseert ze voor Kent, maar een impuls weerhoudt haar ervan hem neer te steken. Wanneer ze erachter komt dat Pedro gelogen heeft, weigert Carmelita met hem te trouwen wanneer hij ontsnapt uit de gevangenis. Pedro snijdt haar portret aan stukken en dwingt een huwelijksceremonie af, terwijl hij dreigt Kent te vermoorden. Leonardo komt hier echter achter en schiet Pedro neer. Daarna trouwen Kent en Carmelita.

## Rolverdeling
| Acteur          | Personage         | Opmerkingen        |
| --------------- | ----------------- | ------------------ |
| Hedda Nova      | Carmelita Delgado |                    |
| Thurston Hall   | Kent Staunton     |                    |
| Claire Anderson | Alice Foster      |                    |
| Marian Skinner  | Her Mother        | als Marion Skinner |
| François Dumas  | Don Salvador      | als F. Dumas       |
| Leo D. Maloney  | Pedro             | als Leo Maloney    |
| Robert Gray     | Leonardo          |                    |
| Edgar Allen     | Romero            |                    |